# Erigone aletris
Erigone aletris é uma espécie de aranha encontrada nos EUA, Canadá, Escócia e Itália.